# Boimorto
Boimorto est une commune de la province de La Corogne en Espagne située dans la communauté autonome de Galice.

## Géographie

### Localisation
Le territoire municipal de Boimorto a une surface de 82,34 km² au sud-est de la province de La Corogne. Son territoire est représenté aux feuilles MTN50 (échelle 1:50 000) 0071 et 0096 du Mapa Topográfico Nacional (Carte Topographique Nationale).

### Organisation territoriale
D'après le Instituto Nacional de Estadística (Institut National de Statistique), la commune a 13 paroisses : Andabao (San Martín), Ángeles (Santa María), Arceo (San Vicente), Boimil (San Miguel), Boimorto (Santiago), Brates (San Pedro), Buazo (Santa María), Cardeiro (San Pedro), Corneda (San Pedro), Dormeá (San Cristóbal), Mercurín (San Juan), Rodieiros (San Simeón) et Sendelle (Santa María).
Les paroisses ont les suivantes 189 entités de population:
| #  | Paroisse                  | Entités de population | Total |
| -- | ------------------------- | --- | ----- |
| 1  | Andabao (San Martiño)     | Areas • Arentía, A • Casás, Os • Cavaxe, A • Gandarón, O • Hospital, O • Lavandeira • Orros • Parabico • Pedreira, A • Pena de Vexiga, A • Pena Forcada, A • Ponte Présaras, A • Quintás, As • Río, O • Rúa Nova • Souto, O • Torra, A • Vilar, O | 19    |
| 2  | Ánxeles, Os (Santa María) | Anguieiro • Campo de Lanza, O • Corredoiras, As • Coto Salgueiro, O • Igrexa, A • Liñeiro • Pedreira, A • Peroxa, A • Queiroa, A • Quintás, As • Verea, A • Vilar, O | 12    |
| 3  | Arceo (San Vicenzo)       | Arosa • Campos, Os • Canto do Valo, O • Carballeira, A • Casa do Campo, A • Casanova, A • Castelo, O • Cerdeiriña, A • Corredoira, A • Eirixe • Guerras, Os • Leira Longa, A • Lobomorto • Muíños de Valdoña, Os • Outeiro, O • Pazo, O • Peizás • Ponte Boado, A • Ponte Castro, A • Quintás, As • Santarandel • Telleira, A • Vilaverde de Abaixo • Vilaverde de Abaixo | 24    |
| 4  | Boimil (San Miguel)       | Baiuca, A • Casanova, A • Casetas, As • Cernadela, A • Cimadevila • Codesido • Coto, O • Covas • Cruceiro, O • Desecabo • Gárdoma • Igrexa, A • Lamas, As • Lesteira, A • Real, O • Vista Alegre | 16    |
| 5  | Boimorto (Santiago)       | Asentos, Os • Bieite • Boído, O • Casal de Munín • Filgueira • Gándara, A • Granxa, A • Outeiro, O • Pedral, O • Piñeiro • Real, O • Rego do Pazo, O • Rego do Seixo, O • Ribadiso • Ribeiro, O • Roda, A • Sobreira, A • Viladónega • Vilanova | 19    |
| 6  | Brates (San Pedro)        | Abuís • Barral • Bertomil • Carballido • Casal, O • Fontao • Nogaredo • Pazo, O • Pena • Pencellas • Pousada • Sisto • Valado • Vieiro | 14    |
| 7  | Buazo (Santa María)       | Aquelavila • Cabana, A • Froxá • Sobreira, A • Souto, O • Teixide | 6     |
| 8  | Cardeiro (San Pedro)      | Canicova • Cheda, A • Currás, Os • Freixido • Igrexa, A • Lamas • Moscosas, As • Piñeiro • Toá • Xesteiras, As | 10    |
| 9  | Corneda (San Pedro)       | Bolecos, Os • Chousas, As • Condes, Os • Cruceiro, O • Curro Pequeno, O • Estrada, A • Outeiro • Paredes • Rego de Ará, O | 9     |
| 10 | Dormeá (San Cristovo)     | Algaria, A • Barrio • Batán, O • Boavista • Campo do Ollo, O • Cando, O • Chavella, A • Cruceiro, O • Dormeá • Eixón • Fornelos • Insua • Marmoiral, O • Pereiriña, A • Piñeiro, O • Porcelle • Priorato, O • Proente • Ribadiso da Fraga • Rubial • Santalla • Segade • Sería • Tixosa • Vilanova • Vilar, O                                                             | 26    |
| 11 | Mercurín (San Xoán)       | Barral, O • Cabrita, A • Campo, O • Ciocende • Pousada • Río • Romelas • Santar • Vila, A | 9     |
| 12 | Rodieiros (San Simón)     | Aldrá • Casas do Monte, As • Furiño, O • Pena Monteira • Quiñoi de Abaixo • Quiñoi de Arriba • Rozadas, As • Vila, A • Vilar de Suso • Zaín | 10    |
| 13 | Sendelle (Santa María)    | Abeleira, A • Cela, A • Frádega • Franzomil • Galiñeiras, As • Igrexa, A • Marco de Abaixo, O • Marco de Arriba, O • Pazo, O • Piñeiro de Abaixo, O • Piñeiro de Arriba, O • Samil • Sande • Vilanova • Vilar, O | 15    |

## Démographie
Boimorto comptait avec une population de 2022 personnes le 1er janvier 2019. La population s'est réduite pendant les dernières décades, et le vieillissement de celle-ci s'est incrémenté.

### Architecture réligieuse

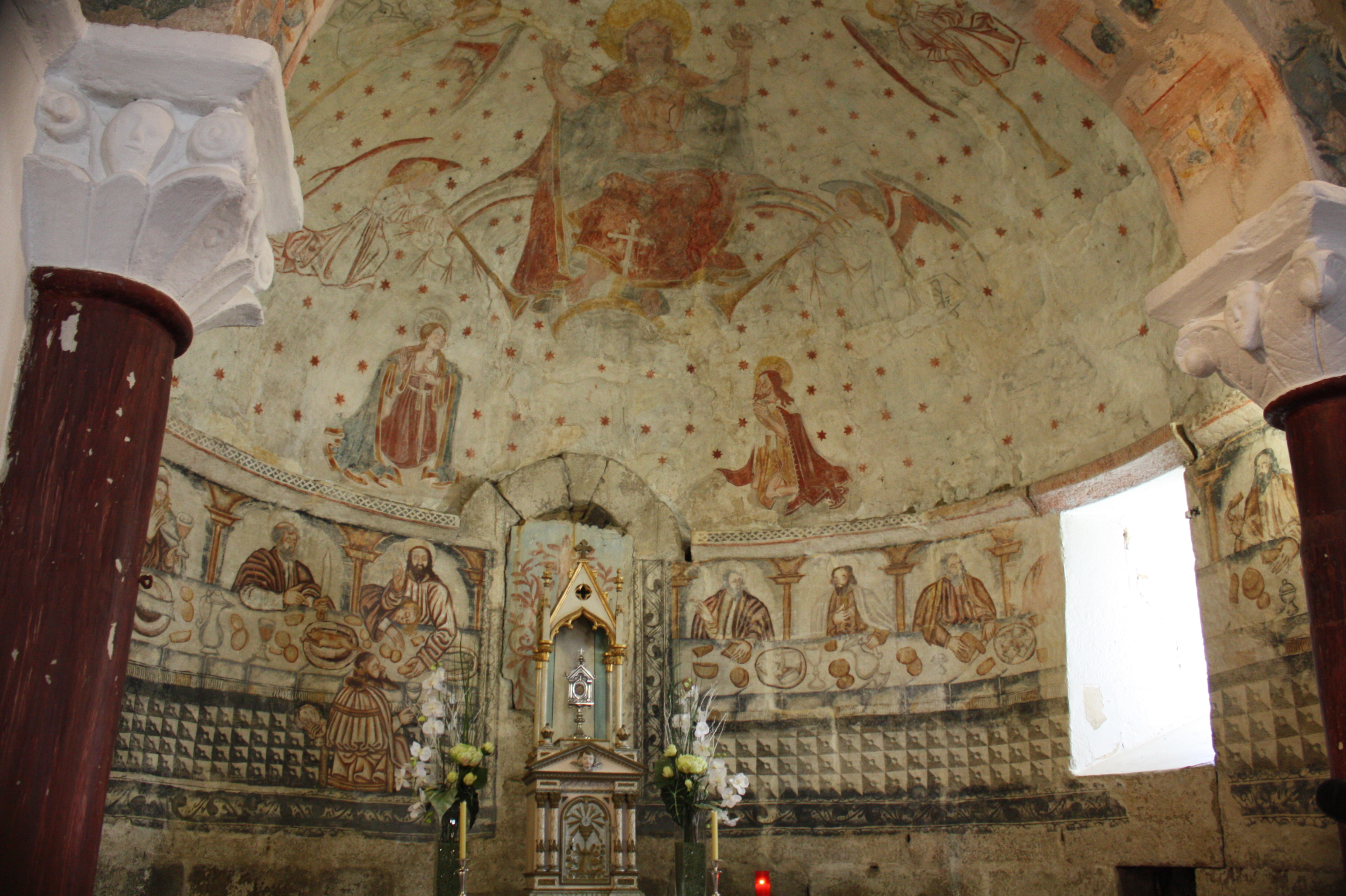
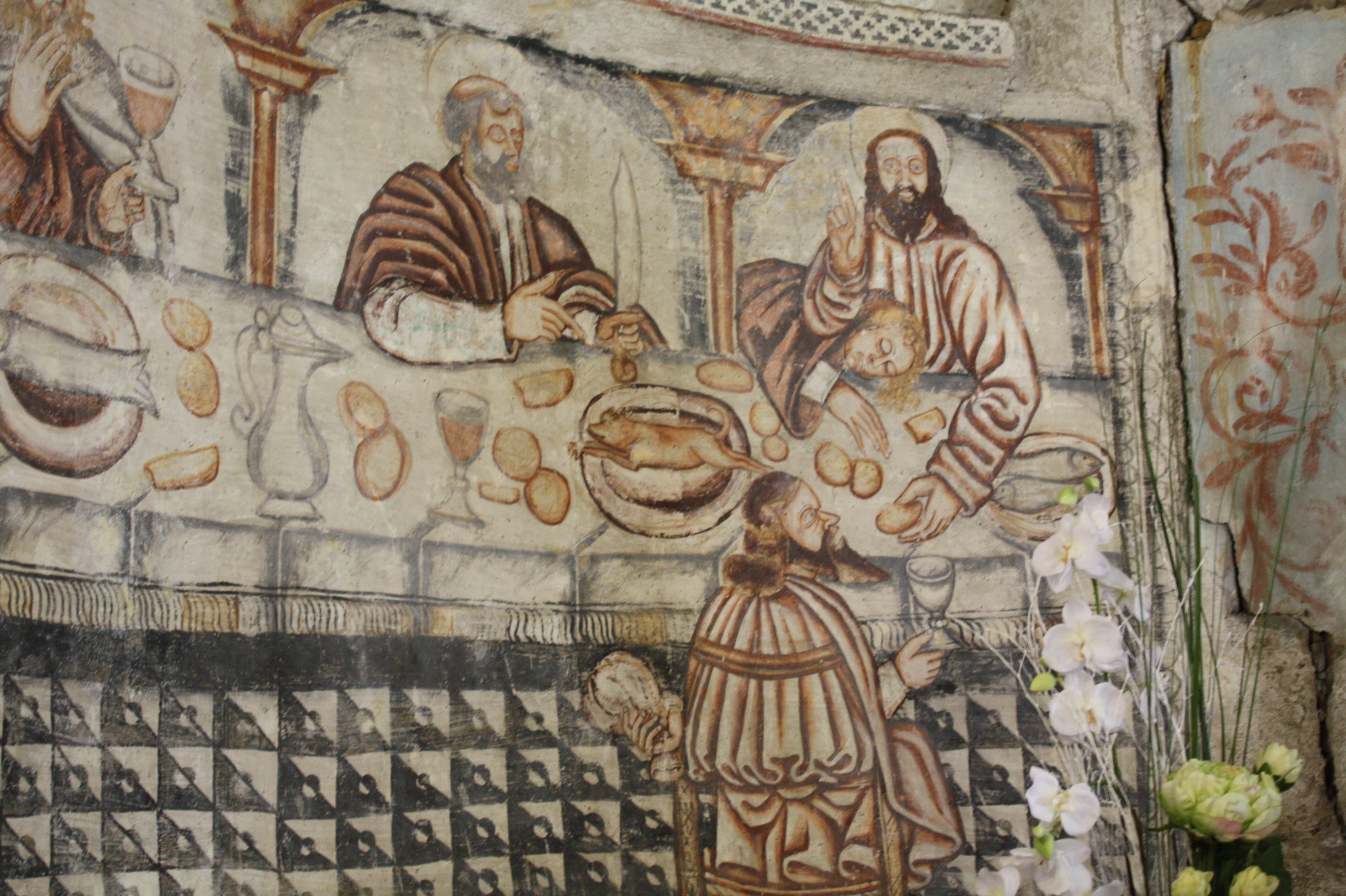
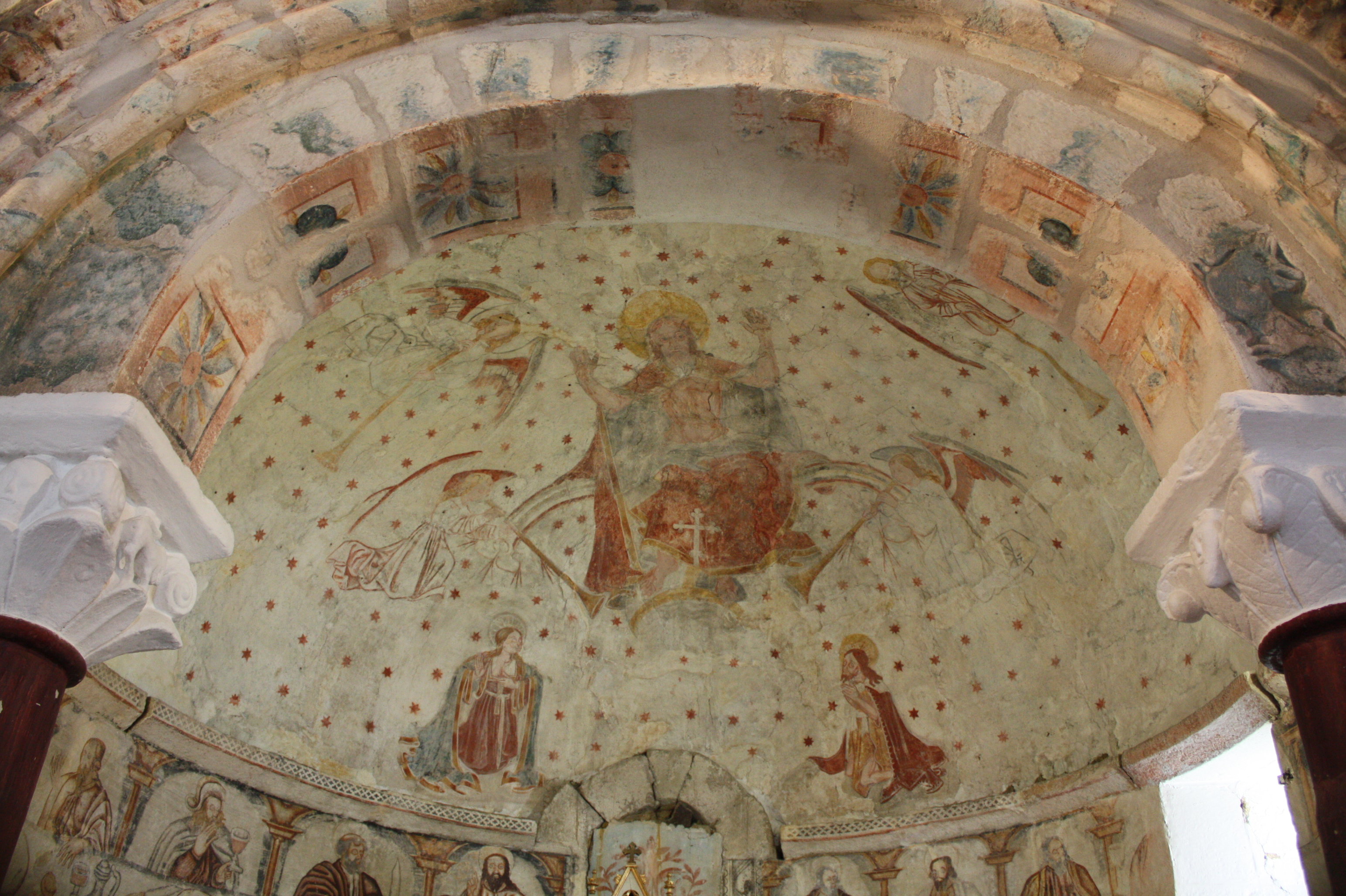
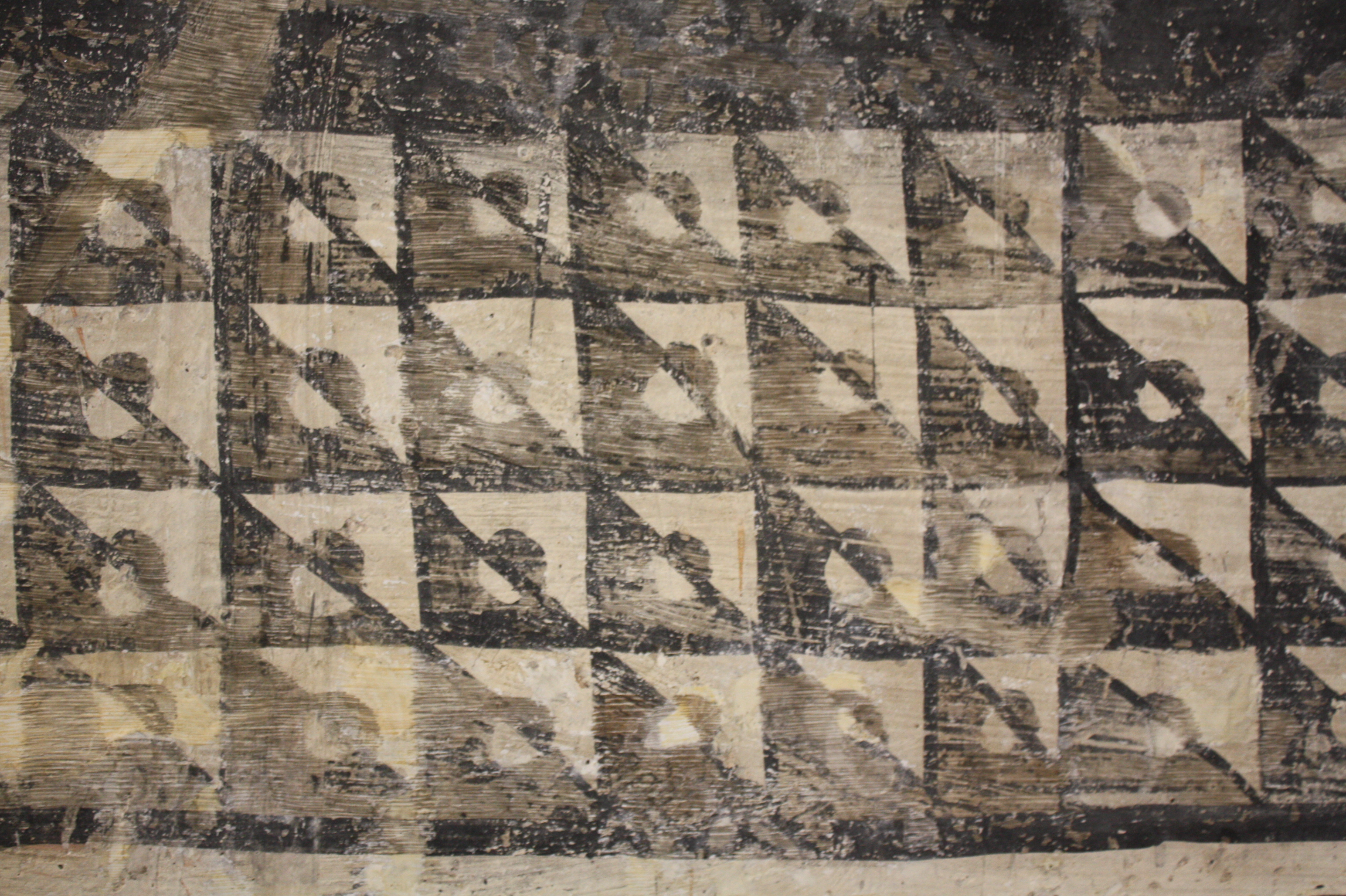
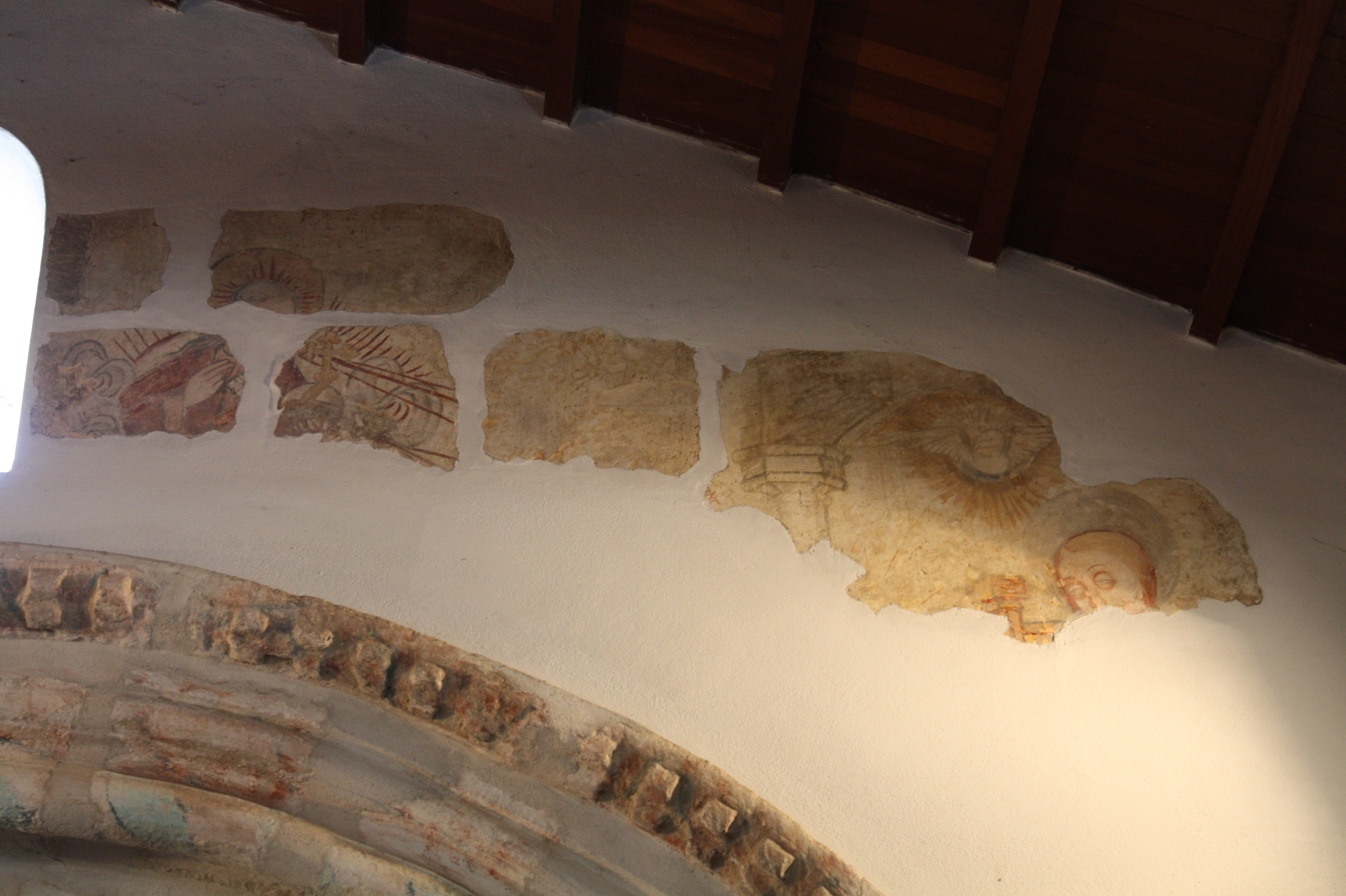
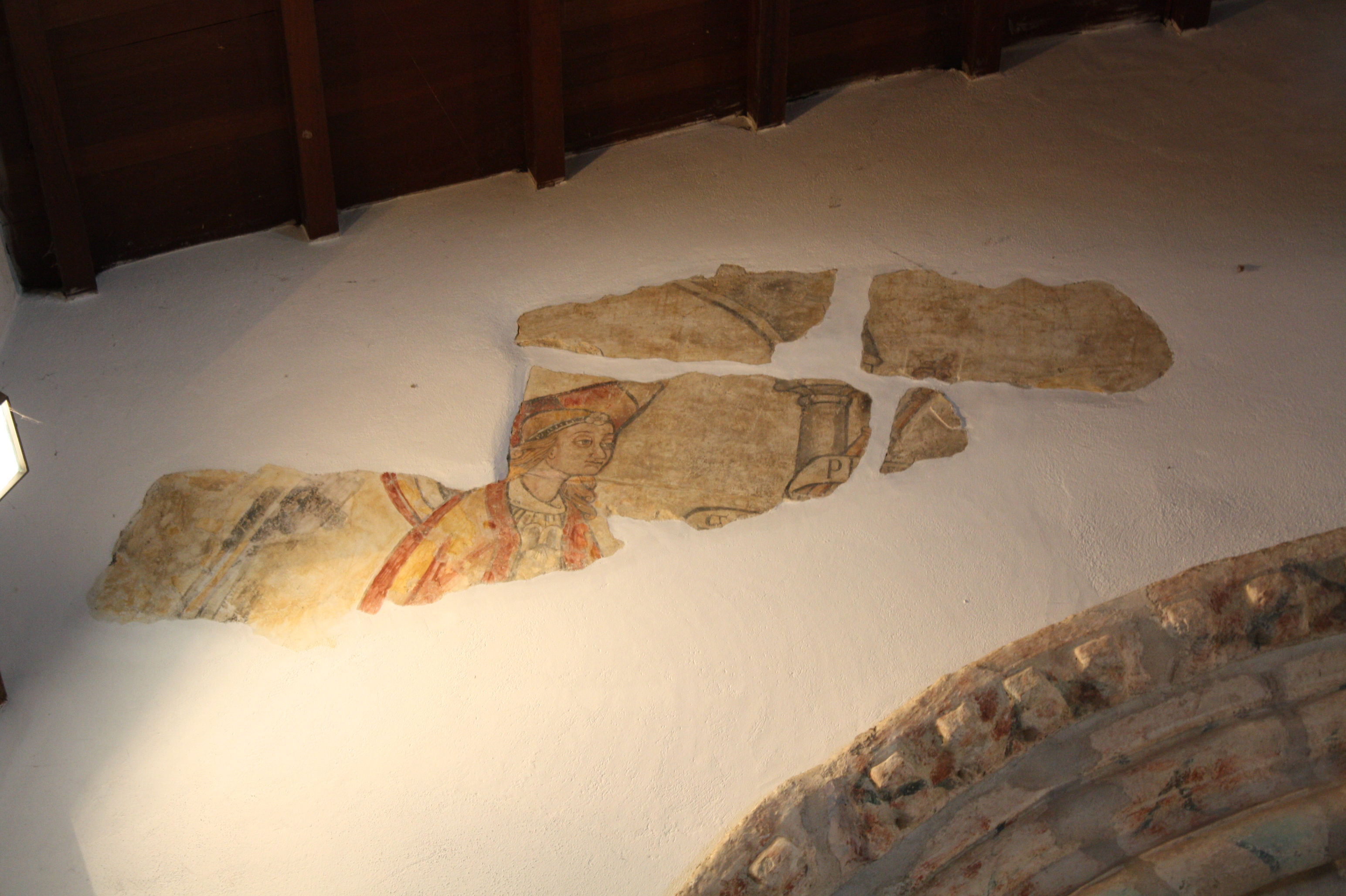
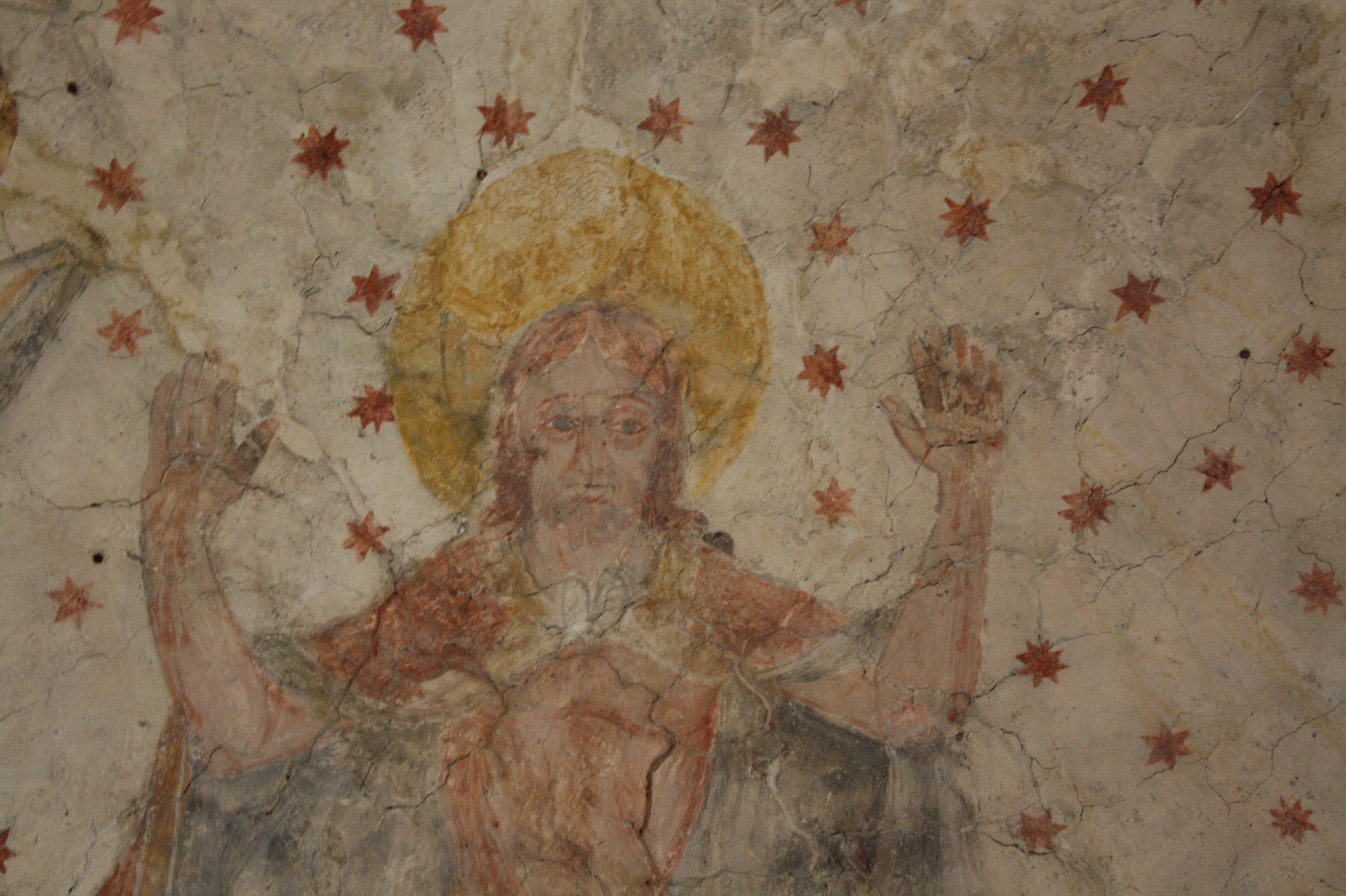
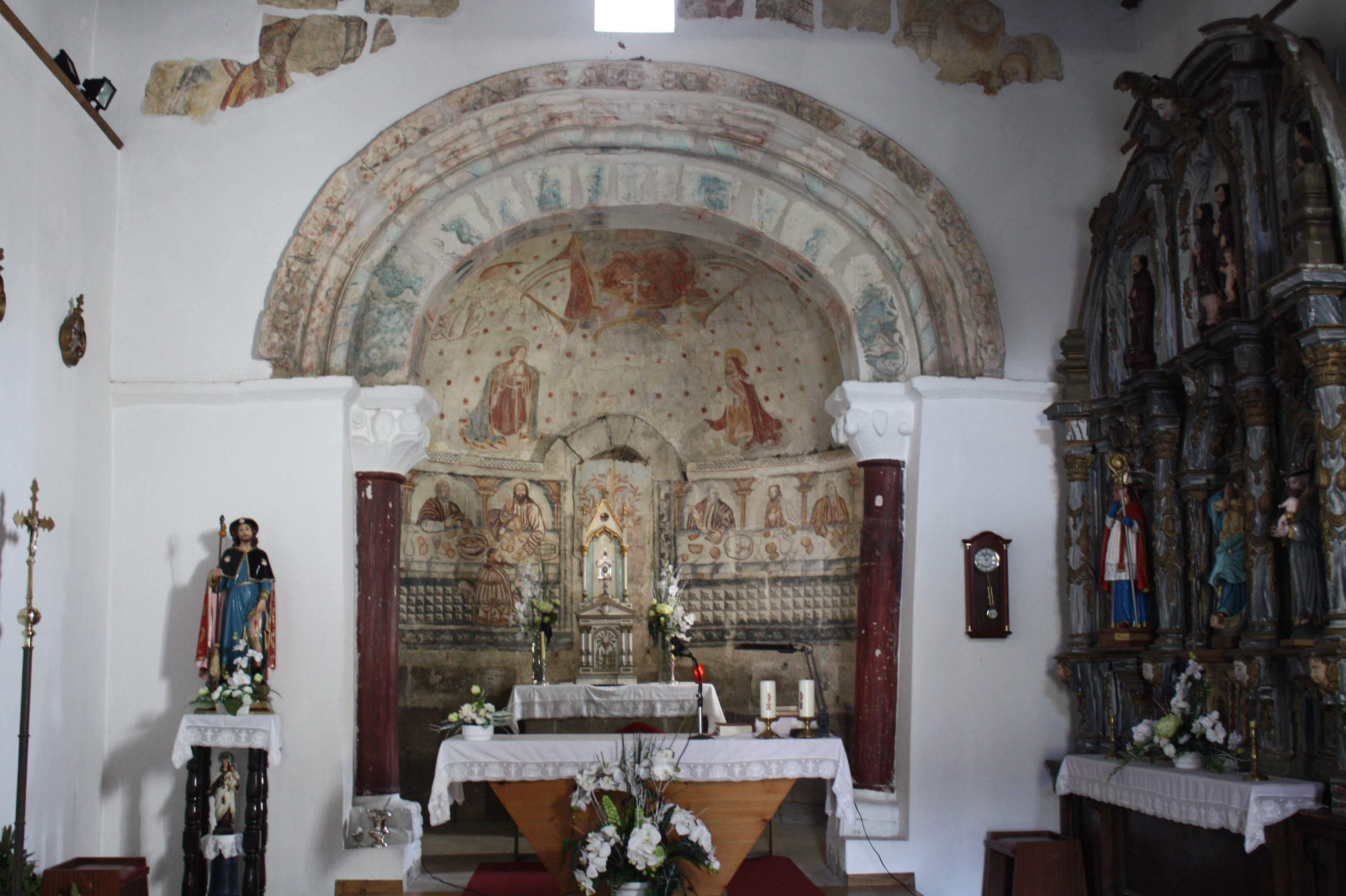
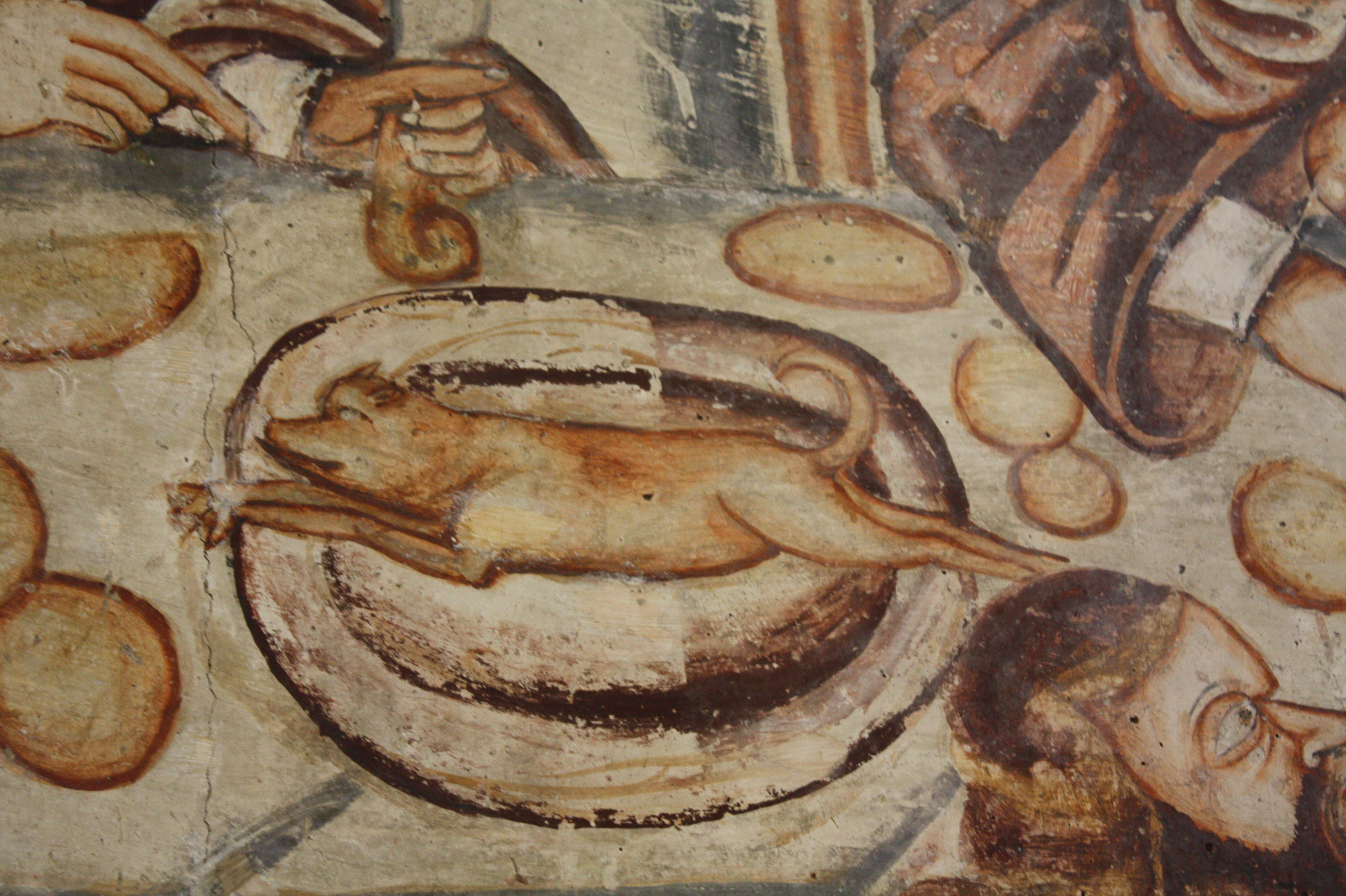

### Patrimoine industriel

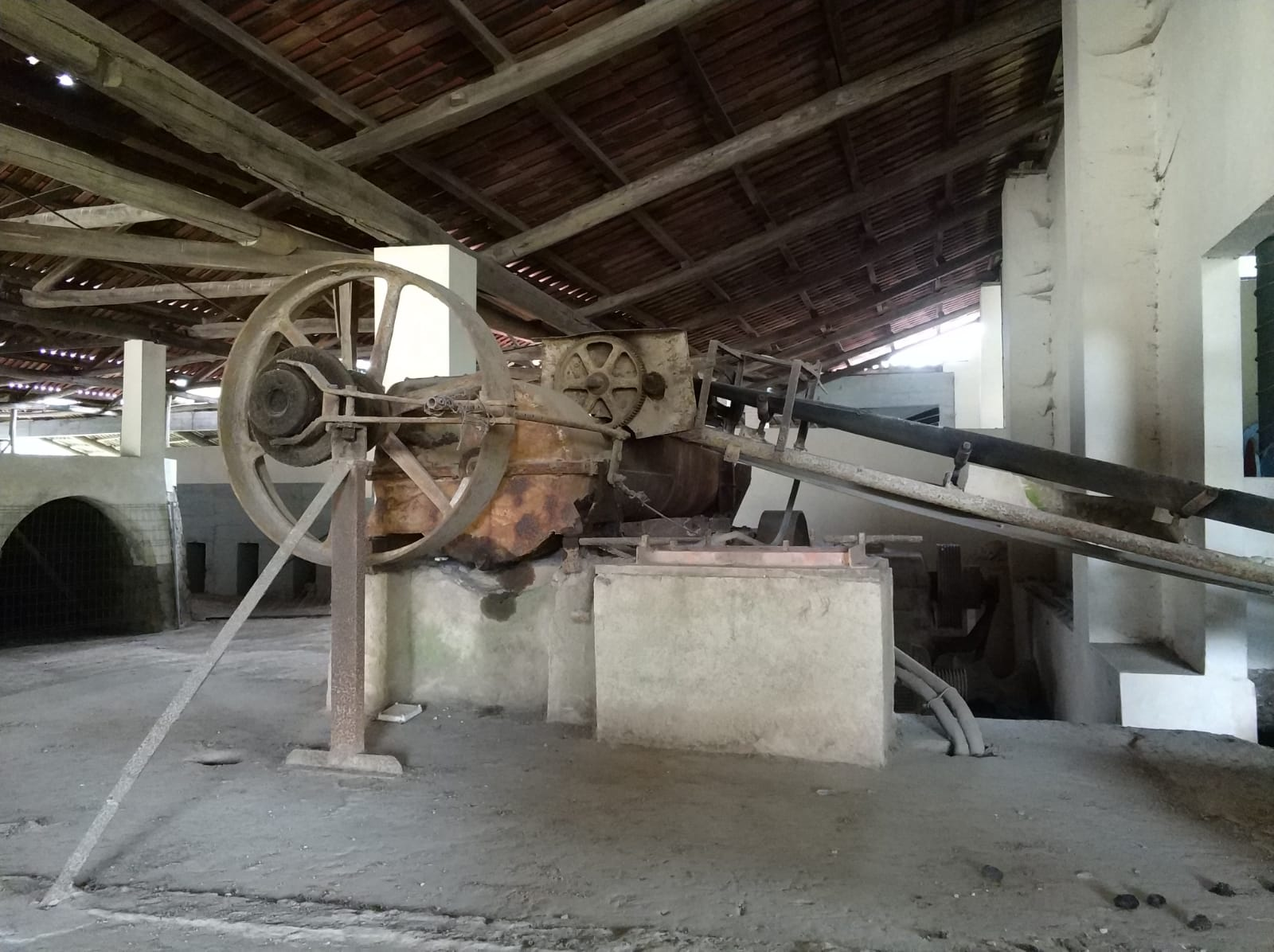
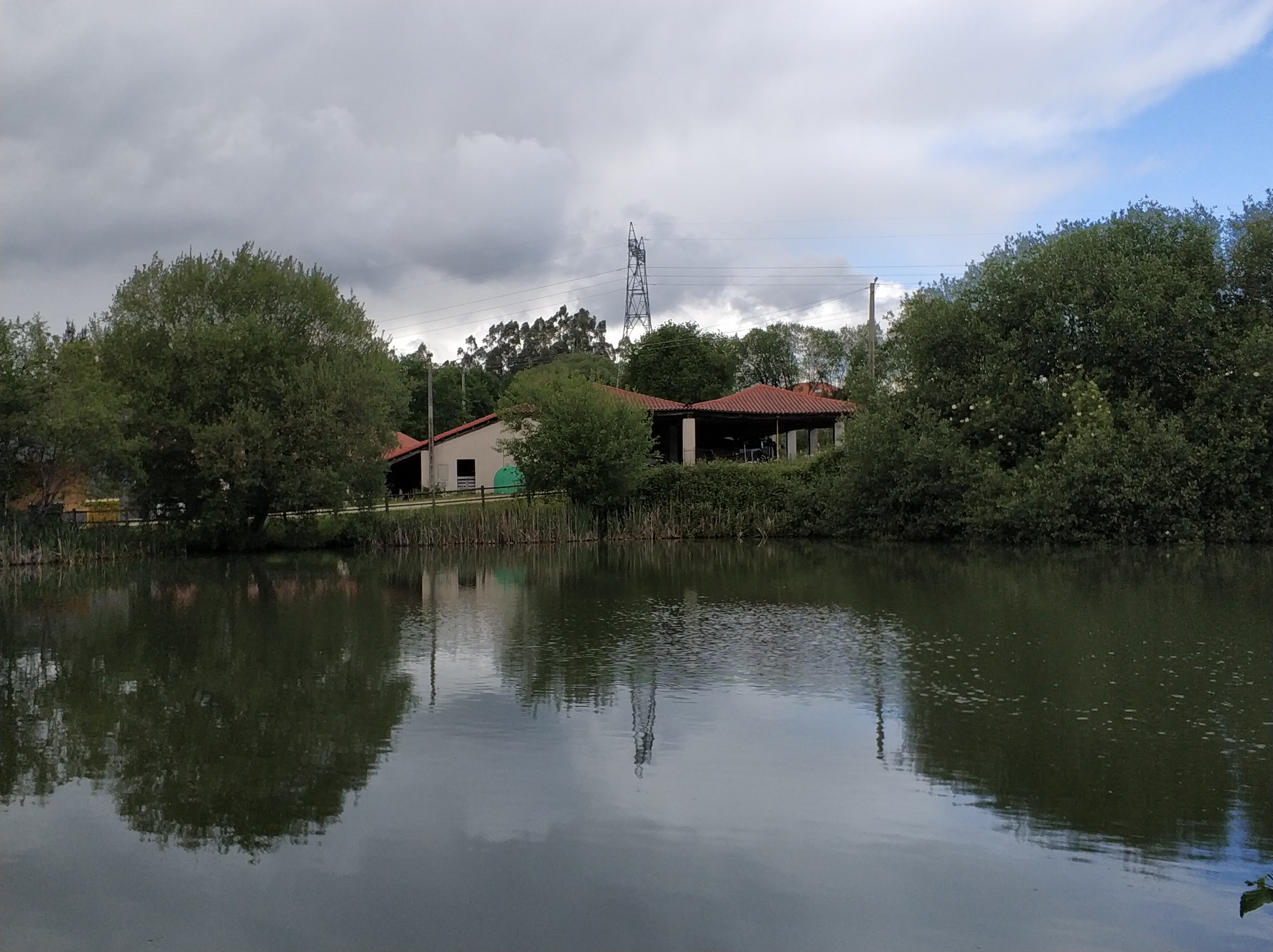
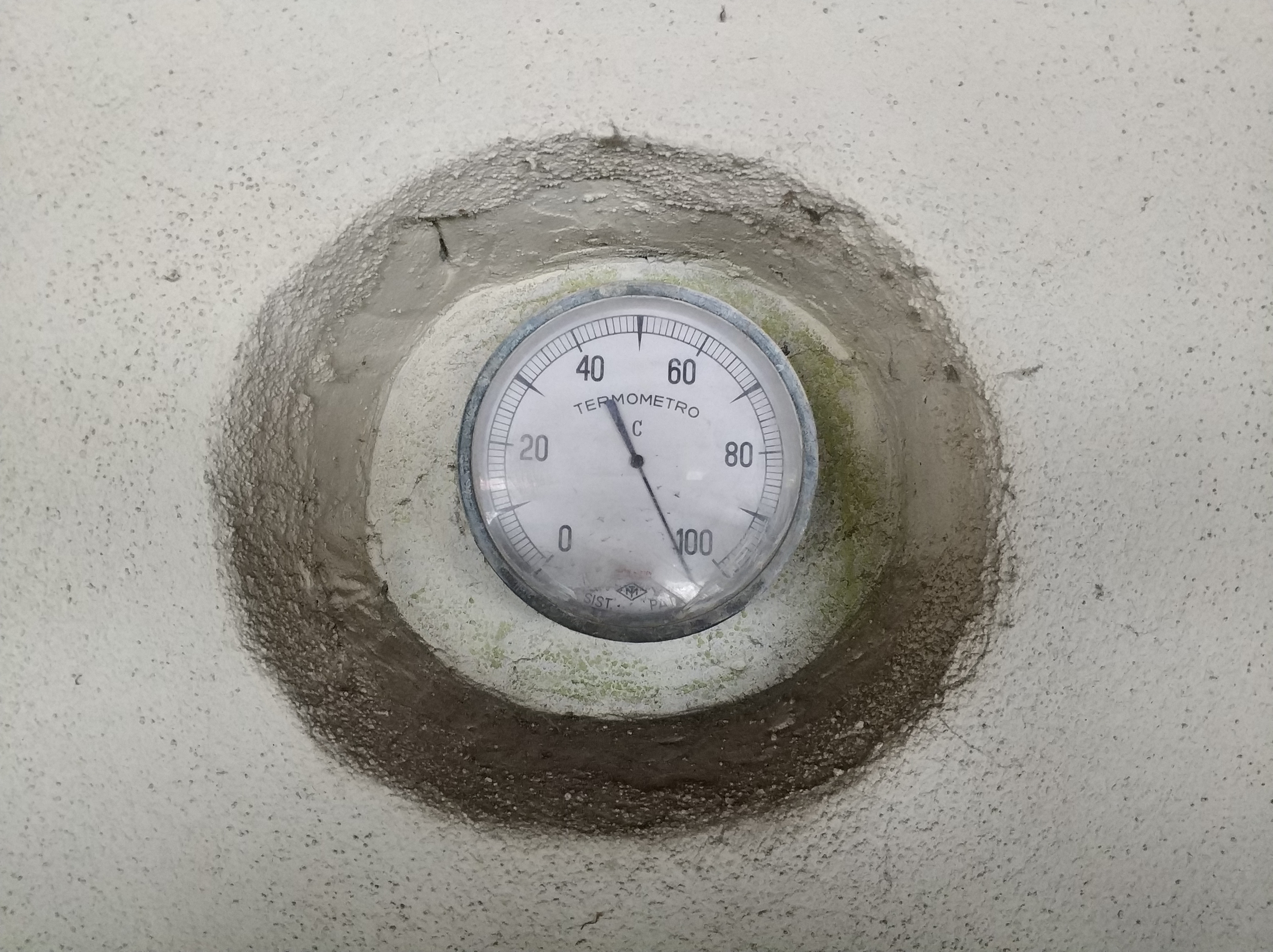
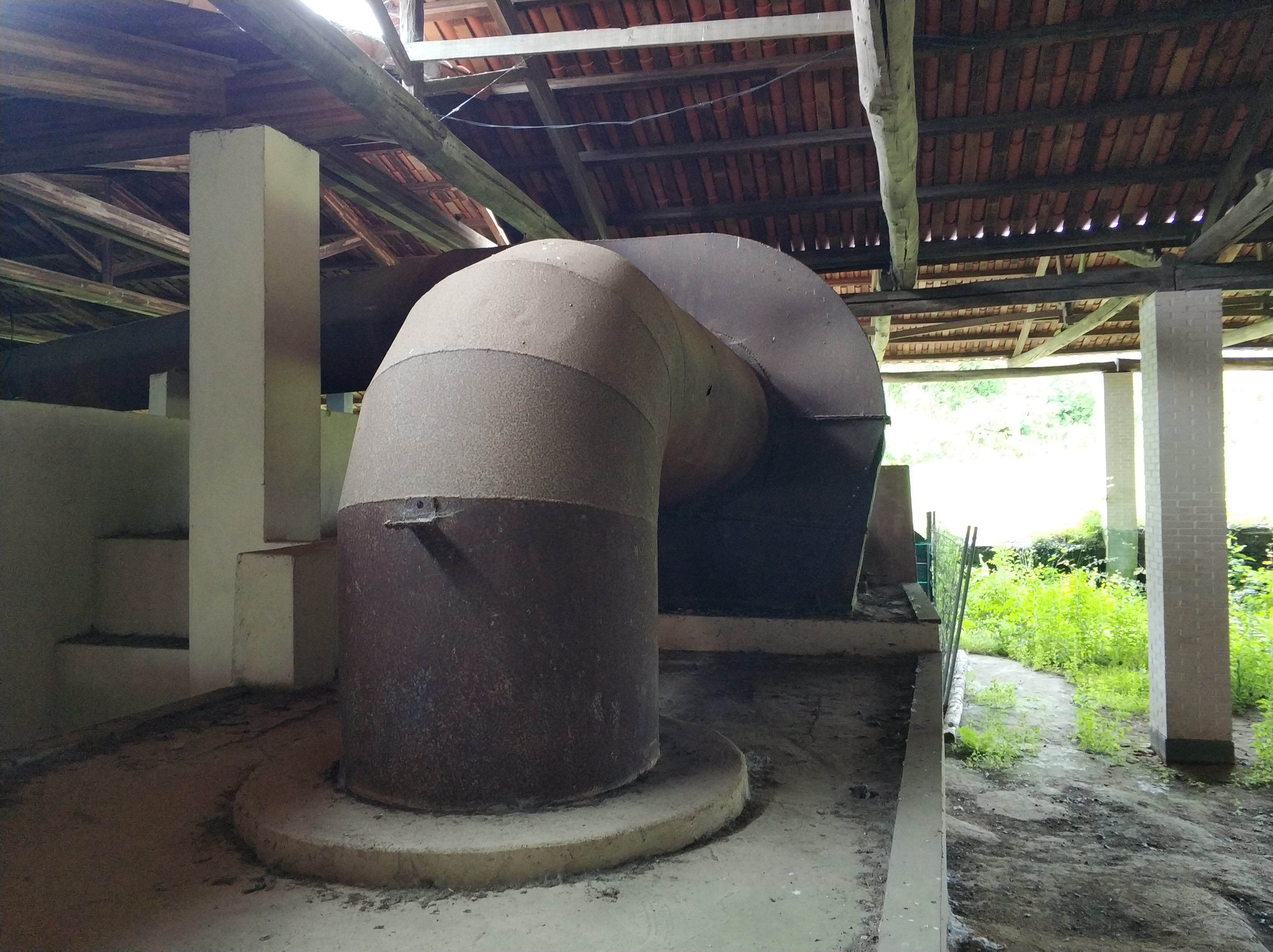

## Patrimoine

### Patrimoine archéologique

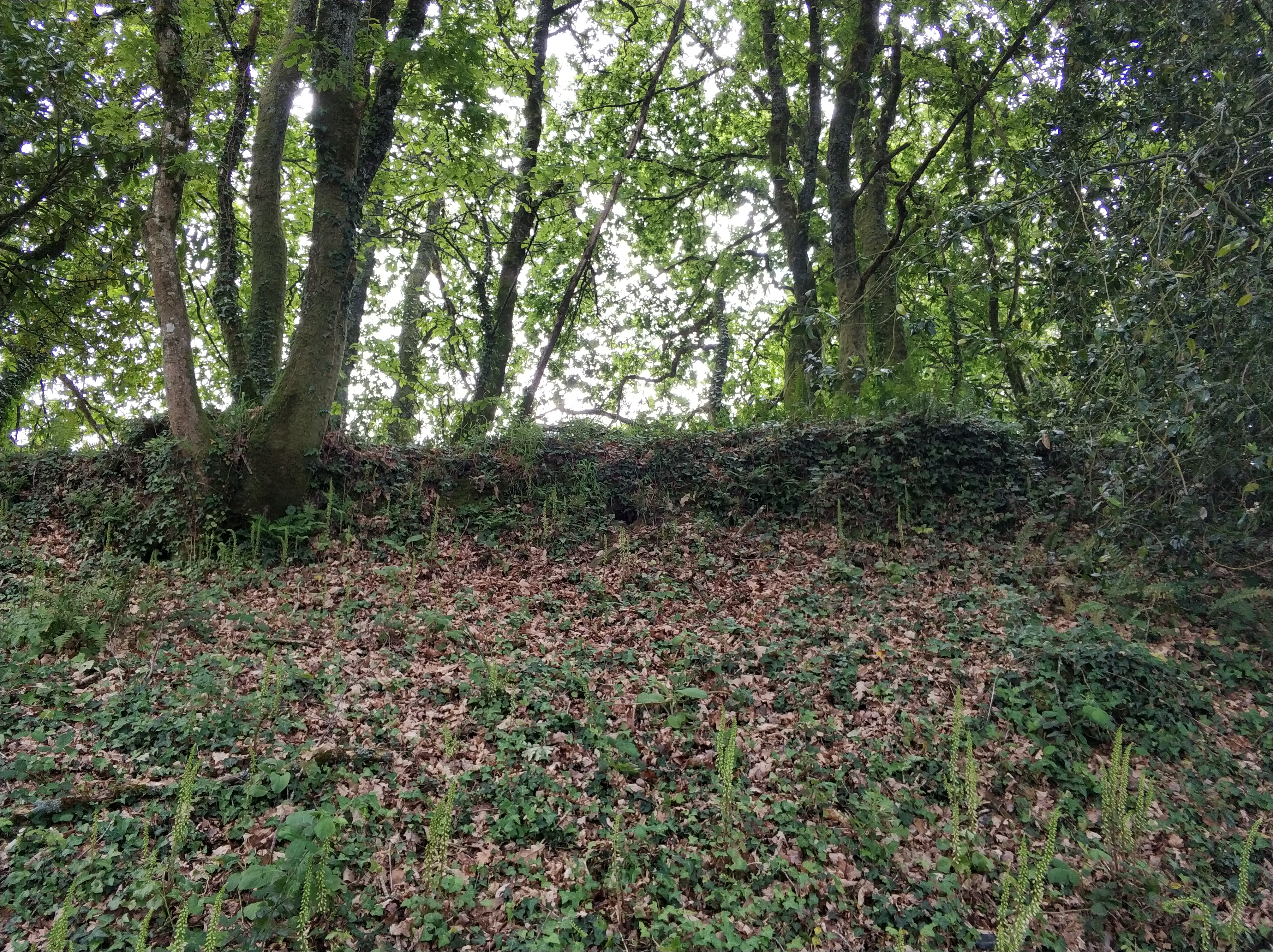
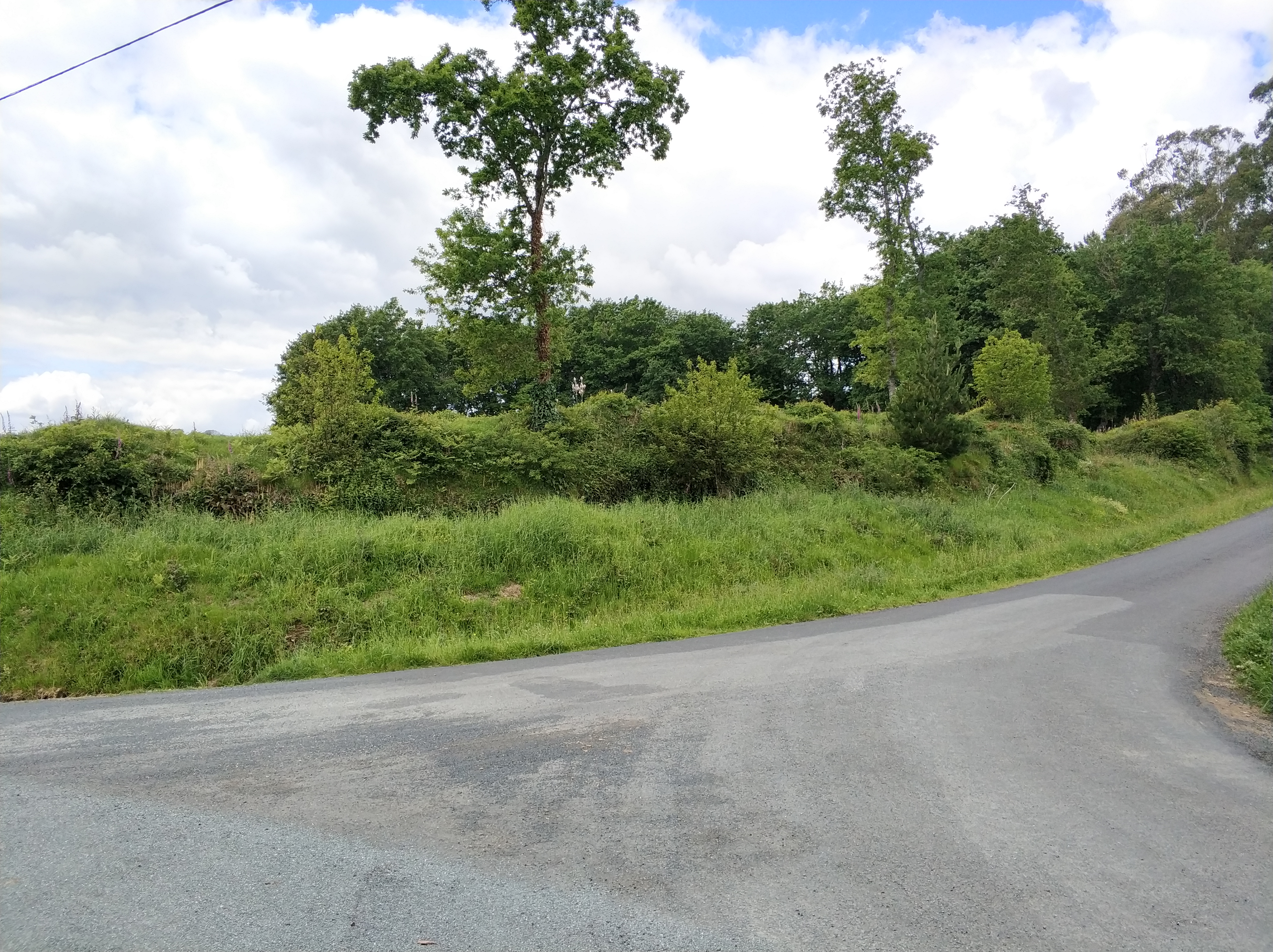
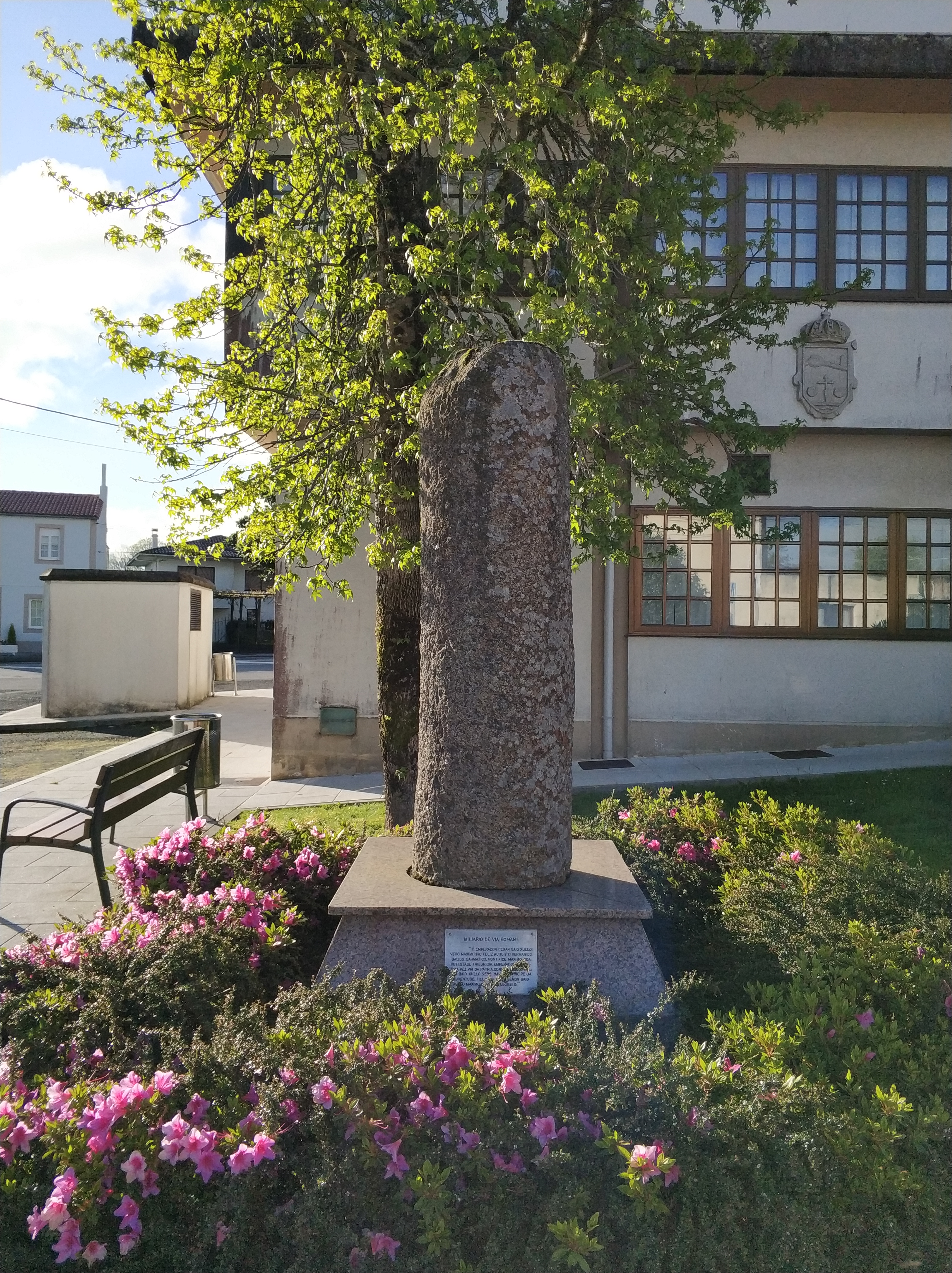
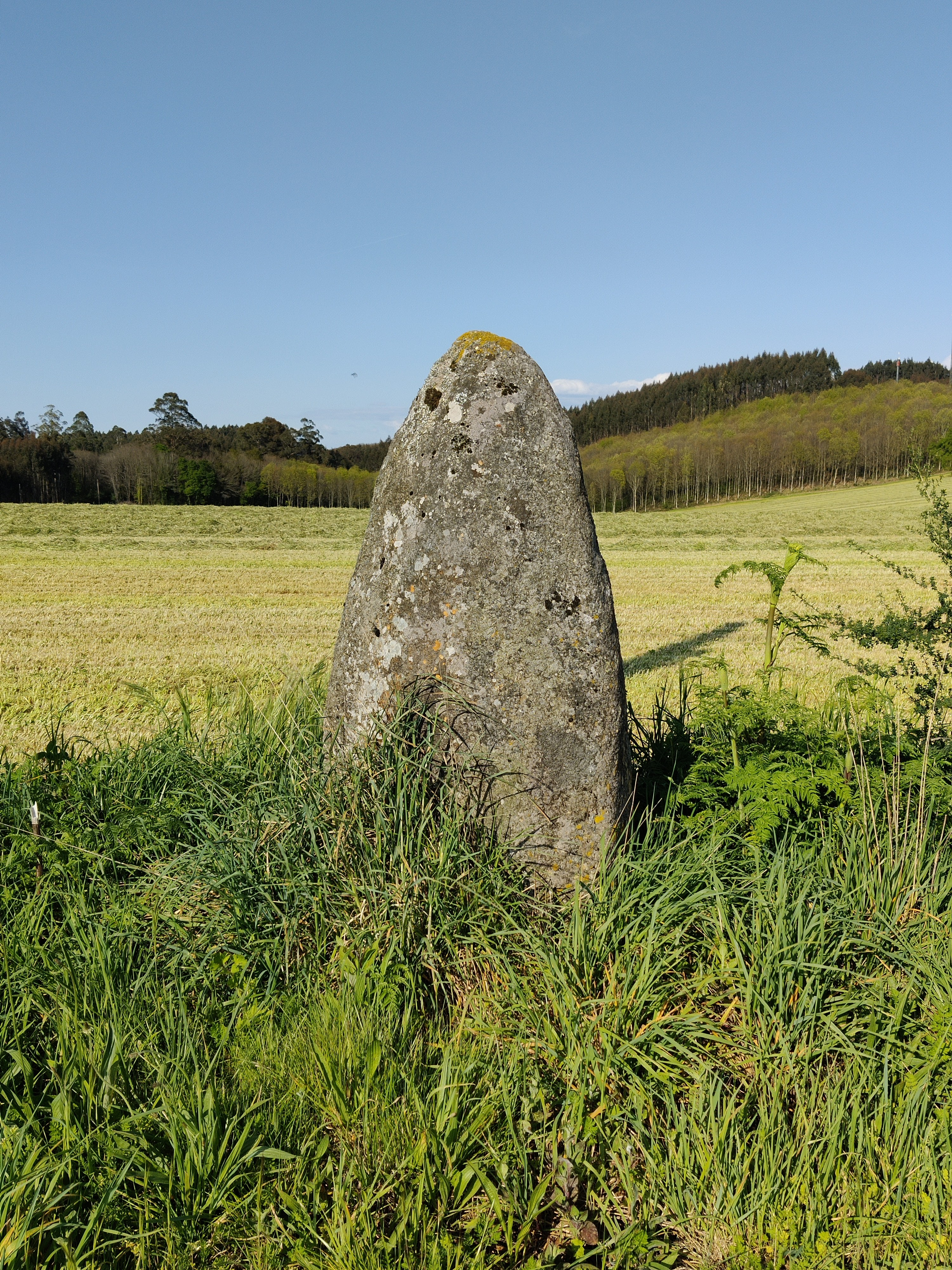

- Menhirs Pedrafitas de Andavao

## Culture

### Festival de la Luz
Le Festival de la Luz (Festival de la Lumière) est l'événement le plus connu de la commune. Créé par Luz Casal, native de la ville, ce festival a profité du spectacle d'artistes espagnols tels que: Manolo García, Los Secretos, Rosendo, Kiko Veneno, Hombres G, Triángulo de Amor Bizarro, Heredeiros da Crus, Love of Lesbian, Seguridad Social, Conchita, Agoraphobia, Siniestro Total, Jarabe de Palo, Fito & Fitipaldis…
Le nom du festival a été choisi en honneur à sa créatrice, l'artiste Luz Casal.

### Cantares de Reis
Cantares de Reis (Chansons de Rois) est un concours de musique traditionnel versant sur la thématique des Trois Rois Mages.

### Agrupación folclórica santiaguiños
Créée en 1987, l’Agrupación folclórica santiaguiños (Agrégation folklorique des petits Saint-Jacques) est un groupe de musique traditionnelle galicienne,.
L’agrupación a une certaine relevance au niveau régional, ayant participé à des programmes télévisés comme Luar.

### Personnalités liées à la commune
- Luz Casal, chanteuse pop rock, y est née le 11 novembre 1958.

## Administration et politique

### Politique de la commune
La répartition des conseillers de la commune présente trois époques facilement identifiables. Le premiere d'entre elles est celle entre les élections municipales de mai 1983, et celles de mai 2003, lorsque les différents candidats présidés par Luis Verea Taboada (AP-PDP-UL en 1983, AP en 1987 et PPdeG par la suite) obtiennent des majorités absolues,,,. Le point d'inflexion est arrivé en 2003, lorsqu'un des conseillers du PPdeG, José Ignacio Portos Vázquez, a présenté sa propre candidature, Alternativa de Independentes por Boimorto (AIB),,.
La nouvelle candidature, AIB, obtient 578 voix au total, principalement aux dépens du PP, et convient avec les deux partis restants, PSdeG-PSOE et BNG, le gouvernement de la ville. Ainsi commence la deuxième période, au cours de laquelle, José Ignacio Portos Vázquez, d'abord avec AIB, puis avec PSdeG-PSOE, sera maire pendant trois mandats,,,.
| Élections  | UCD  | UCD | CD   | CD | AP-PDP-UL | AP-PDP-UL | EG   | EG | PSdeG-PSOE | PSdeG-PSOE | AP   | AP | PPdeG | PPdeG | PDP-PL-CG | PDP-PL-CG | BNG  | BNG | DG   | DG | AIB  | AIB |
|            | Vot. | C.  | Vot. | C. | Vot.      | C.        | Vot. | C. | Vot.       | C.         | Vot. | C. | Vot.  | C.    | Vot.      | C.        | Vot. | C.  | Vot. | C. | Vot. | C.  |
| Avril 1979 | 627  | 9   | 332  | 4  | -         | -         | -    | -  | -          | -          | -    | -  | -     | -     | -         | -         | -    | -   | -    | -  | -    | -   |
| Mai 1983   | -    | -   | -    | -  | 792       | 7         | 341  | 3  | 222        | 1          | -    | -  | -     | -     | -         | -         | -    | -   | -    | -  | -    | -   |
| Juin 1987  | -    | -   | -    | -  | -         | -         | -    | -  | 305        | 2          | 804  | 6  | -     | -     | 458       | 3         | 77   | 0   | -    | -  | -    | -   |
| Mai 1991   | -    | -   | -    | -  | -         | -         | -    | -  | 491        | 3          | -    | -  | 1036  | 6     | -         | -         | 305  | 2   | -    | -  | -    | -   |
| Mai 1995   | -    | -   | -    | -  | -         | -         | -    | -  | 310        | 2          | -    | -  | 1250  | 8     | -         | -         | 203  | 1   | -    | -  | -    | -   |
| Mai 1999   | -    | -   | -    | -  | -         | -         | -    | -  | 348        | 2          | -    | -  | 1250  | 7     | -         | -         | 238  | 1   | 215  | 1  | -    | -   |
| Mai 2003   | -    | -   | -    | -  | -         | -         | -    | -  | 235        | 1          | -    | -  | 729   | 5     | -         | -         | 242  | 1   | -    | -  | 578  | 4   |
| Mai 2007   | -    | -   | -    | -  | -         | -         | -    | -  | 887        | 6          | -    | -  | 612   | 4     | -         | -         | 220  | 1   | -    | -  | -    | -   |
| Mai 2011   | -    | -   | -    | -  | -         | -         | -    | -  | 789        | 5          | -    | -  | 670   | 5     | -         | -         | 196  | 1   | -    | -  | -    | -   |
| Mai 2015   | -    | -   | -    | -  | -         | -         | -    | -  | 538        | 4          | -    | -  | 687   | 5     | -         | -         | 297  | 2   | -    | -  | -    | -   |
| Mai 2019   | -    | -   | -    | -  | -         | -         | -    | -  | 396        | 3          | -    | -  | 757   | 6     | -         | -         | 249  | 2   | -    | -  | -    | -   |

Déjà dans son troisième mandat en tant que maire de la municipalité, José Ignacio Portos Vázquez démissionne du bureau du maire en raison de problèmes personnels,. Par cette raison, Ana Ledo Fernández devient maire de Boimorto le 26 mai 2014.
À la legislature 2015-2019, Gonzalo Concheiro Coello, tête de la liste du PP, présente une motion de censure qui gagne grâce au transfuge Jose Balado Casal, troisième par le PSOE Cette motion de censure renverse le maire par le BNG, José Luis Rivas Cruz.
| Legislature | Nom                                                                  | Parti      |
| ----------- | -------------------------------------------------------------------- | ---------- |
| 1979 - 1983 | José Antonio Blanco Ramos                                            | UCD        |
| 1983 - 1985 | Luis Verea Taboada                                                   | CP         |
| 1985 - 1987 | Luis Verea Taboada                                                   | AP         |
| 1987 - 1991 | Luis Verea Taboada                                                   | PP         |
| 1991 - 1995 | Luis Verea Taboada                                                   | PP         |
| 1995 - 1999 | Luis Verea Taboada                                                   | PP         |
| 1999 - 2003 | Luis Verea Taboada                                                   | PP         |
| 2003 - 2007 | José Ignacio Portos Vázquez                                          | AIB        |
| 2007 - 2011 | José Ignacio Portos Vázquez                                          | PSdeG-PSOE |
| 2011 - 2015 | José Ignacio Portos Vázquez Ana Ledo Fernández                       | PSdeG-PSOE |
| 2015 - 2019 | José Luis Rivas Cruz Gonzalo Concheiro Coello María Jesús Novo Gómez | BNG PP     |
| 2019 - act. | María Jesús Novo Gómez                                               | PP         |